# Thomas Sowunmi
Dans le nom hongrois Sowunmi Thomas, le nom de famille précède le prénom, mais cet article utilise l’ordre habituel en français Thomas Sowunmi, où le prénom précède le nom.
Thomas Babatunde Sowunmi, né le 25 juillet 1978 à Lagos, est un footballeur international hongrois, originaire du Nigeria, évoluant au poste d'attaquant depuis la fin des années 1990.

## Biographie
Né d'une mère hongroise, Thomas Sowunmi passe son enfance au Nigeria et quitte son pays natal à l'âge de 9 ans, pour la Hongrie.
Il honore dix sélections pour l'équipe nationale hongroise entre 1999 et 2006. Il joue son premier match en équipe nationale le 18 août 1999 contre la Moldavie et son dernier le 2 septembre 2006 contre la Norvège. Il joue un match face à la Roumanie comptant pour les tours préliminaires de la coupe du monde 2002.
Passant par de nombreux clubs tout au long de sa carrière, l'attaquant n'est parfois pas autorisé à partir de son club, comme le veut la règle en Hongrie : il ne part ainsi pas pour le Benfica Lisbonne ou pour l'Olympiakos.

## Palmarès
- Championnat de Hongrie : 
  - Champion en 2004 avec Ferencváros
  - Vice-champion en 2005 avec Ferencváros

- Coupe de Hongrie : 
  - Vainqueur en 2004 avec Ferencváros
  - Finaliste en 2000 avec le Vasas SC et en 2005 avec Ferencváros

- Supercoupe de Hongrie : 
  - Vainqueur en 2004 avec Ferencváros

- Coupe de la Ligue écossaise : 
  - Vainqueur en 2007 avec Hibernian